# 鄭梨賢
鄭 梨賢（チョン・イヒョン、Jeong Yi Hyun、1972年 - ）は、韓国の小説家。ソウル特別市出身。

## 略歴
1972年、ソウル特別市に生まれる。2002年、短編『낭만적 사랑과 사회(ロマン的愛と社会)』で第1回文学と社会新人文学賞を受賞して文壇デビューした。2004年には短編『타인의 고독(他人の孤独)』で第5回李孝石文学賞を受賞、2006年には短編『삼풍백화점(三豊百貨店)』で第51回現代文学賞を受賞し、韓国文学界で最も注目を浴びる女性作家の一人となった。
鄭の小説に登場する人物と事件を現実的だと感じる20、30代の女性たちは、鄭の小説に熱狂的な支持を送っている。デビュー作である『낭만적 사랑과 사회(ロマン的愛と社会)』の主人公は、ソウルの富裕層が暮らす地域で生活してきたが、自分が富裕ではなかったので結婚を通じて身分の上昇を夢見たが挫折する話である。世俗的欲望を追求する人物の声を通して駆使される逆説的で反語的なユーモアは鄭の小説の特徴である。
鄭の小説はほとんどが、大都市に住んでいる中流以上の女性主人公の軽快で明るい姿を描いているということで、最近世界的に人気のあるCHICKLIT小説に分類されたりもする。しかし、経済的な豊かさと安定的な職業が果たして個人の幸せを保障できるかという問いに対する真摯な省察についても描いている。ドラマ化され人気を得た『달콤한 나의 도시(マイスウィートソウル)』は、世俗的な愛と欲望、結婚制度について事実的に表現しながらもその虚偽性を鋭く非難する作品である。

## 年譜
- 1972年、ソウル特別市に生まれる。[1]
- 2002年、第1回文学と社会新人文学賞受賞。
- 2004年、第5回李孝石文学賞受賞。
- 2006年、第51回現代文学賞受賞。

## 邦訳作品
- 『マイスウィートソウル』清水由希子訳、講談社、2007年11月、ISBN 4062137976

- 『優しい暴力の時代』斎藤真理子 訳、河出書房新社、2020年8月
- 『きみは知らない』橋本智保 訳、新泉社、韓国文学セレクション、2021年4月

## 代表作品
- 2003年、낭만적 사랑과 사회(ロマン的愛と社会) [1][3]
- 2006年、달콤한 나의 도시(マイスウィートソウル)
- 2007年、오늘의 거짓말(今日の嘘)
- 2007年、풍선(風船)
- 2007年、작별(別れ)
- 2009年、너는 모른다(君は知らない)
- 2012年、사랑의 기초(愛の基礎)
- 2013年、안녕 내 모든 것(サヨナラ私の全て)